# Kamali
Kamali – wieś w Estonii, w prowincji Parnawa, w gminie Saarde.